# Freddie Davidson
Frederick "Freddie" Davidson, född 26 maj 1998, är en brittisk roddare.

## Karriär
Vid junior-VM 2016 i Rotterdam tog Davidson silver i fyra utan styrman. Vid U23-VM 2018 i Poznań var han en del av Storbritanniens lag som tog silver i åtta med styrman. Vid U23-VM 2019 i Sarasota tog Davidson guld tillsammans med David Ambler, Thomas Digby och Charles Elwes i fyra utan styrman.
I augusti 2022 vid EM i München tog Davidson guld tillsammans med William Stewart, Sam Nunn och Matthew Aldridge i fyra utan styrman. Följande månad vid VM i Račice tog han också guld tillsammans med William Stewart, Sam Nunn och David Ambler i fyra utan styrman.
I maj 2023 vid EM i Bled tog Davidson sitt andra raka EM-guld tillsammans med Oliver Wilkes, David Ambler och Matthew Aldridge i fyra utan styrman. I september 2023 vid VM i Belgrad tog de VM-guld tillsammans i fyra utan styrman. I april 2024 vid EM i Szeged försvarade de sitt EM-guld i fyra utan styrman. Vid olympiska sommarspelen 2024 i Paris tog de brons tillsammans i fyra utan styrman.